# النوش (بني سعد)

تعديل مصدري - تعديل

النوش هي إحدى قرى عزلة الطويل بمديرية بني سعد التابعة لمحافظة المحويت، بلغ تعداد سكانها 124 نسمة حسب تعداد اليمن لعام 2004.